# Ferme Berlioz
La ferme Berlioz, également dénommée ferme du Chuzeau, est situé dans la commune de La Côte-Saint-André, décrite par Hector Berlioz comme une « très petite ville de France, située dans le département de l'Isère, entre Vienne, Grenoble et Lyon »
L'édifice, ainsi que son domaine et ses dépendances, est inscrit en totalité aux monuments historiques depuis 2003. Celui-ci fut occupé par la famille du Dr Louis Berlioz, médecin, maire de la commune et père du compositeur français Hector Berlioz et reste, encore en 2019, une propriété privée.

## Situation et description
La ferme de Berlioz est située non loin du centre ancien de La Côte-Saint-André, au numéro 32 de la rue de la Fontaine. L'accès à cette rue, depuis le centre-ville, s'effectue par la route de La Frette (RD 73), dénommée avenue Camille Rocher, selon les références toponymiques fournies par le site géoportail de l'Institut géographique national.
La ferme se compose de deux corps de bâtiments distincts et parallèles, situés de part et d'autre d'une grande cour allongée. Les murs présentent une maçonnerie confectionné en galets et en pisé. L'ensemble date du deuxième quart du XIXe siècle.
Le bâtiment sud
Le corps de bâtiment sud comprend, du côté de la cour, un hangar, des caves et des greniers et à l'étage, la magnanerie de la mère d'Hector Berlioz, celle-ci étant desservie par un escalier extérieur en bois.
Le bâtiment nord
Le bâtiment nord contient l'écurie, une pièce (présentée comme la chambre du commis), un moulin, une étable, un poulailler, un colardier, un bûcher, un séchoir, un abreuvoir et un fenil. Un passage couvert avec escalier permet d'accéder à un espace de vigne et verger est situé sous ce bâtiment.

## Historique
La ferme du Chuzeau était un des lieux de plaisance privilégié de la famille d'Hector Berlioz, dont la maison était située en ville. Elle faisait partie d’un vaste domaine agricole, acquis par le grand-père du compositeur à la fin du XVIIIe siècle.
Hector Berlioz évoque cette ferme dans ses mémoires :
« Pour comprendre ce qui va suivre, il faut savoir que ma mère, dont les opinions religieuses étaient fort exaltées, y joignait celles dont beaucoup de gens ont encore de nos jours le malheur d’être imbus, en France, sur les arts qui, de près ou de loin, se rattachent au théâtre. Pour elle, acteurs, actrices, chanteurs, musiciens, poètes, compositeurs, étaient des créatures abominables, frappées par l’Eglise d’excommunication, et comme telles prédestinées à l’enfer. [...]

Ma mère donc, persuadée qu’en me livrant à la composition musicale (qui, d’après les idées françaises, n’existe pas hors du théâtre) je mettais le pied sur une route conduisant à la déconsidération en ce monde et à la damnation dans l’autre, n’eut pas plutôt vent de ce qui se passait, que son âme se souleva d’indignation. Son regard courroucé m’avertit qu’elle savait tout. Je crus prudent de m’esquiver et de me tenir coi jusqu’au moment du départ. Mais je m’étais à peine réfugié dans mon réduit depuis quelques minutes, qu’elle m’y suivit, l’œil étincelant, et tous ses gestes indiquant une émotion extraordinaire :

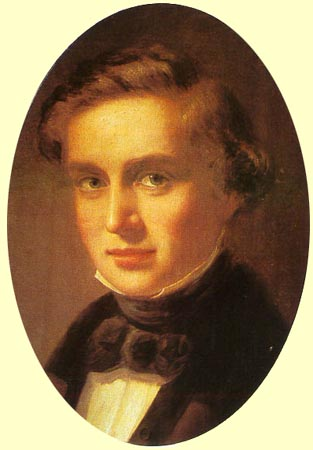
Portrait d'Hector Berlioz, enfant

Votre père, me dit-elle, en quittant le tutoiement habituel, a eu la faiblesse de consentir à votre retour à Paris, il favorise vos extravagants et coupables projets!... je n’aurai pas, moi, un pareil reproche à me faire, et je m’oppose formellement à ce départ !
— Ma mère !...
— Oui, je m’y oppose, et je vous conjure, Hector, de ne pas persister dans votre folie. Tenez, je me mets à vos genoux, moi, votre mère, je vous supplie humblement d’y renoncer...
— Mon Dieu, ma mère, permettez que je vous relève, je ne puis... supporter cette vue...
— Non, je reste!... » Et, après un instant de silence: « Tu me refuses, malheureux! tu as pu, sans te laisser fléchir, voir ta mère à tes pieds! Eh bien! pars! Va te traîner dans les fanges de Paris, déshonorer ton nom, nous faire mourir, ton père et moi, de honte et de chagrin! Je quitte la maison jusqu’à ce que tu en sois sorti. Tu n’es plus mon fils! je te maudis !» »
Est-il croyable que les opinions religieuses aidées de tout ce que les préjugés provinciaux ont de plus insolemment méprisant pour le culte des arts, aient pu amener entre une mère aussi tendre que l’était la mienne et un fils aussi reconnaissant et respectueux que je l’avais toujours été, une scène pareille?... Scène d’une violence exagérée, invraisemblable, horrible, que je n’oublierai jamais, et qui n’a pas peu contribué à produire la haine dont je suis plein pour ces stupides doctrines, reliques du moyen âge, et, dans la plupart des provinces de France, conservées encore aujourd’hui.

Cette rude épreuve ne finit pas là. Ma mère avait disparu; elle était allée se réfugier à une maison de campagne nommée le Chuzeau, que nous avions près de la Côte. L’heure du départ venue, mon père voulut tenter avec moi un dernier effort pour obtenir d’elle un adieu, et la révocation de ses cruelles paroles. Nous arrivâmes au Chuzeau avec mes deux sœurs. Ma mère lisait dans le verger au pied d’un arbre. En nous apercevant, elle se leva et s’enfuit. Nous attendîmes longtemps, nous la suivîmes, mon père l’appela, mes sœurs et moi nous pleurions; tout fut vain; et je dus m’éloigner sans embrasser ma mère, sans en obtenir un mot, un regard, et chargé de sa malédiction ! [...] »